# C'mon C'mon (album)
C'mon C'mon is het vierde studioalbum van Sheryl Crow. Het werd uitgebracht in 2002.

## Achtergrondinformatie
Na een onrustige periode in het leven van Crown, waarin ze onder andere te kampen had met een schrijversblok, verscheen in 2002 het album C'mon C'mon. Het album is meer popmuziek-georiënteerd dan haar eerdere werk. Op het album krijgt ze hulp van o.a. Lenny Kravitz, Emmylou Harris, Don Henley en Stevie Nicks. Ook is actrice Gwyneth Paltrow te horen als achtergrondzangeres op It's Only Love.
De eerste single, Soak Up The Sun, werd een grote hit in de Verenigde Staten en leverde haar voor het eerst een hitnotering in de lijst voor dancemuziek op.

## Tracklist
1. Steve McQueen
2. Soak Up the Sun
3. You're an Original
4. Safe and Sound
5. C'mon C'mon
6. It's So Easy
7. Over You
8. Lucky Kid
9. Diamond Road
10. It's Only Love
11. Abilene
12. Hole in My Pocket
13. Weather Channel

Bonusnummer op de Europese en Australische uitgaven:
1. Missing

Bonusnummers op de Britse uitgave:
1. Missing
2. I Want You